# Mlýny
Mlýny település Csehországban, a Tábori járásban. Mlýny Krtov, Chrbonín, Vlčeves, Psárov, Choustník és Hojovice településekkel határos. Lakosainak száma 120 fő (2024. január 1.).

## Népesség
A település lakosságának változását az alábbi diagram mutatja:
| Lakosok száma | 398  | 354  | 328  | 219  | 143  | 149  | 135  | 133  | 120  | 120  |
|               | 1869 | 1900 | 1921 | 1961 | 1980 | 2011 | 2016 | 2019 | 2021 | 2024 |